# 狮子沟镇
狮子沟镇，是中华人民共和国河北省承德市双桥区下辖的一个乡镇级行政单位。
位于承德市东北部，距市区2千米。面积31平方千米，人口1.86万人（2002年）。辖5个社区、5个行政村，镇政府驻狮子沟村。京沈公路过境。名胜古迹有外八庙古建筑群。

## 行政区划
狮子沟镇下辖以下地区：
狮子沟社区、万树园社区、喇嘛寺社区、罗汉堂社区、普宁寺社区、狮子沟村、罗汉堂村、殊相寺村、上二道河子村和喇嘛寺村。